# Helgoland (1879)
El Helgoland fue un ironclad (o buque acorazado) de defensa costera de la Marina Real Danesa, que recibió su nombre en honor a la victoria danesa en la Batalla de Helgoland de 1864, sobre una escuadra combinada prusiana y austro-húngara, durante la Segunda Guerra de Schleswig o Guerra de los Ducados.

## Botadura y características
Su quilla fue puesta en grada el 20 de mayo de 1876. Fue botado el 9 de mayo de 1878 y alistado el 20 de agosto de 1879.
Con 5480 toneladas de desplazamiento, sus máquinas de vapor le daban una potencia máxima de 4000 CV y una velocidad de 13 nudos. Su blindaje consistía en una cintura acorazada que llegaba hasta los 305 mm, en su lado más grueso. Su protección se completaba con un blindaje de 260 mm en las barbetas y casamatas de la artillería y una cubierta de 52 mm.
El armamento del Helgoland estaba compuesto por 1 cañón de 305 mm, 4 de 260 mm y 5 de 120 mm.

## Baja
Fue dado de baja el 29 de junio de 1907 y desguazado, el mismo año, en Dordrecht, Holanda.

### Listas relacionadas
- Anexo:Buques blindados (1855-1880)
- Anexo:Acorazados